# Ròchacolomba
Rochecolombe és un municipi francès situat al departament de l'Ardecha i a la regió d'Alvèrnia-Roine-Alps. L'any 2007 tenia 217 habitants.

## Demografia

### Població
El 2007 la població de fet de Rochecolombe era de 217 persones. Hi havia 98 famílies de les quals 20 eren unipersonals (8 homes vivint sols i 12 dones vivint soles), 53 parelles sense fills, 21 parelles amb fills i 4 famílies monoparentals amb fills.
La població ha evolucionat segons el següent gràfic:
Habitants censats

### Habitatges
El 2007 hi havia 187 habitatges, 97 eren l'habitatge principal de la família, 80 eren segones residències i 9 estaven desocupats. 177 eren cases i 8 eren apartaments. Dels 97 habitatges principals, 68 estaven ocupats pels seus propietaris, 23 estaven llogats i ocupats pels llogaters i 7 estaven cedits a títol gratuït; 3 tenien dues cambres, 17 en tenien tres, 36 en tenien quatre i 41 en tenien cinc o més. 78 habitatges disposaven pel capbaix d'una plaça de pàrquing. A 50 habitatges hi havia un automòbil i a 43 n'hi havia dos o més.

### Piràmide de població
La piràmide de població per edats i sexe el 2009 era:
| Homes | Edats   | Dones |
| ----- | ------- | ----- |
| 0     | 95 o +  | 0     |
| 0     | 90 a 94 | 0     |
| 4     | 85 a 89 | 4     |
| 0     | 80 a 84 | 0     |
| 0     | 75 a 79 | 0     |
| 0     | 70 a 74 | 4     |
| 4     | 65 a 69 | 4     |
| 16    | 60 a 64 | 16    |
| 8     | 55 a 59 | 4     |
| 0     | 50 a 54 | 8     |
| 4     | 45 a 49 | 0     |
| 16    | 40 a 44 | 8     |
| 0     | 35 a 39 | 4     |
| 4     | 30 a 34 | 8     |
| 8     | 25 a 29 | 4     |
| 0     | 20 a 24 | 4     |
| 0     | 15 a 19 | 12    |
| 0     | 10 a 14 | 4     |
| 4     | 5 a 9   | 0     |
| 4     | 0 a 4   | 4     |

## Economia
El 2007 la població en edat de treballar era de 135 persones, 97 eren actives i 38 eren inactives. De les 97 persones actives 82 estaven ocupades (45 homes i 37 dones) i 15 estaven aturades (6 homes i 9 dones). De les 38 persones inactives 19 estaven jubilades, 5 estaven estudiant i 14 estaven classificades com a «altres inactius».

### Ingressos
El 2009 a Rochecolombe hi havia 95 unitats fiscals que integraven 223,5 persones, la mediana anual d'ingressos fiscals per persona era de 17.355 €.

### Activitats econòmiques
Dels 4 establiments que hi havia el 2007, 1 era d'una empresa de fabricació d'altres productes industrials, 1 d'una empresa de comerç i reparació d'automòbils, 1 d'una empresa d'hostatgeria i restauració i 1 d'una empresa de serveis.
L'any 2000 a Rochecolombe hi havia 14 explotacions agrícoles que ocupaven un total de 168 hectàrees.

## Poblacions properes
El següent diagrama mostra les poblacions més properes.